# Прибалтийская учительская семинария

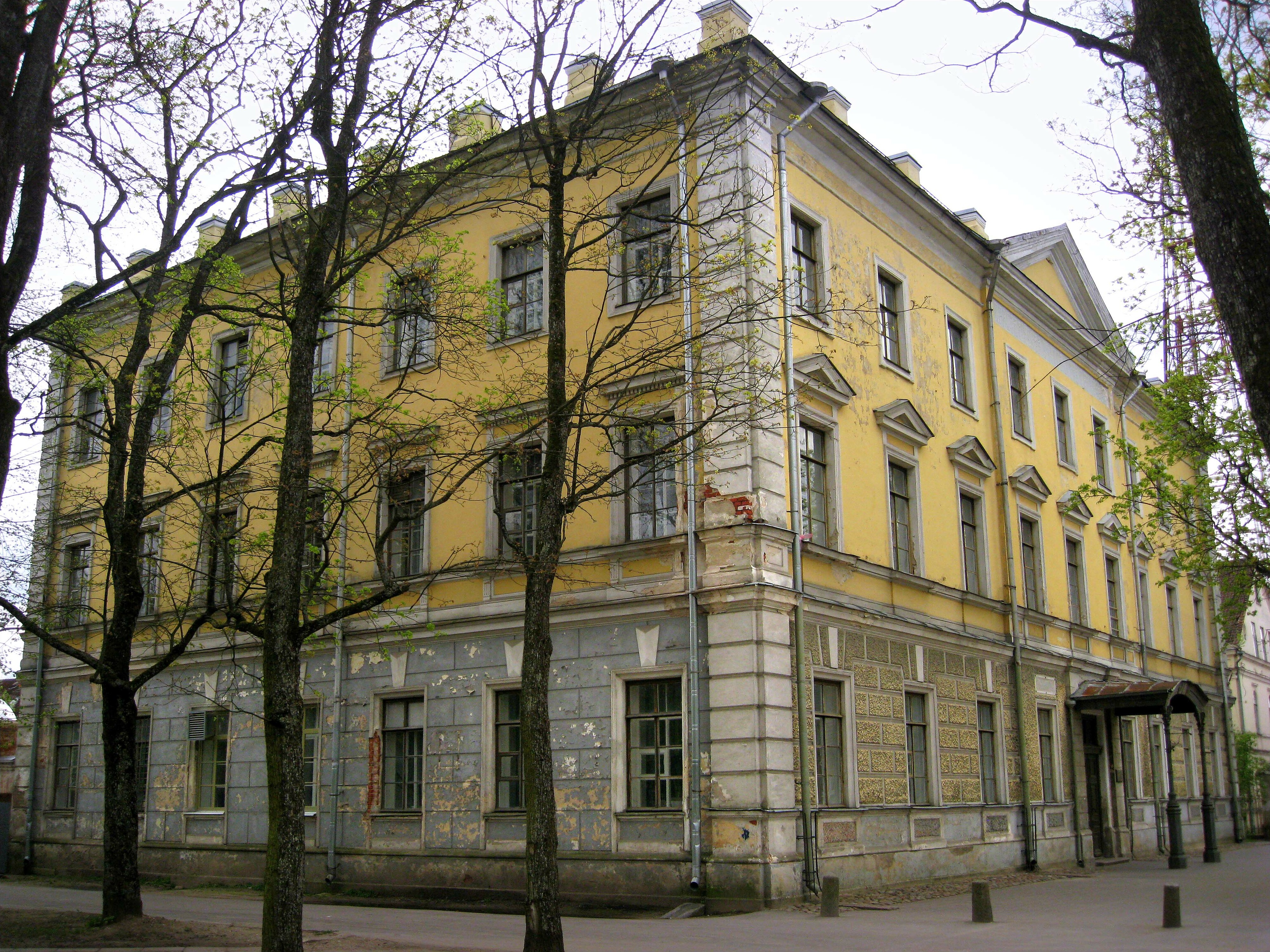
Здание, в котором семинария работала с 1886 года

Прибалтийская учительская семинария — учебное заведение, действовавшее в 1870—1915 гг., первое государственное педагогическое учебное заведение в Латвии (открывшиеся ранее учительские семинарии в Вольмаре и Цираве принадлежали губернским дворянским союзам, то есть считались частными). Находилось сперва в Риге, а с 1886 г. в Гольдингене (ныне Кулдига).

## Подготовка учителей для латышских школ
Учебная программа строилась на основе принятого Министерством народного просвещения «Положения об учительских семинариях» 1870 года и «Инструкции для учительских семинарий» 1875 года. На семинарии за пределами Центральной России возлагалась функция подготовки кадров не только для русских, но и для инородных приходских училищ.
Первоначально обучение длилось три года и велось на русском языке, однако обязательными также были латышский и немецкий языки. Созданный в 1870 г. Совет по делам сельских православных народных училищ Прибалтийских губерний следил за корректностью перевода учебников на местные языки. Так, при подготовке издания «Начального наставления в православной вере» Дмитрия Соколова на эстонском и латышском языках на корректуру каждого из них 30 декабря 1874 г. решением Совета было выделено по 70 рублей.
Помимо церковных дисциплин преподавались история, педагогика и математика, естествознание и его история. Кроме того, учащиеся занимались музыкой. В 1873 году хор семинарии принял участие в Первом Вселатвийском празднике песни, открыв его первым исполнением песни Карлиса Бауманиса «Боже, благослови Латвию», ставшей впоследствии государственным гимном страны.
В 1877 году продолжительность обучения была увеличена до четырёх лет для улучшения качества подготовки педагогов.
В 1879 году для семинарии было построено новое здание в Риге. Тем не менее, уже через семь лет семинария была переведена в Гольдинген. Во время революции 1905 года студенты семинарии приняли активное участие в волнениях. С началом Первой мировой войны семинария была эвакуирована в Чистополь, где на её основе был в 1919 году учреждён Чистопольский институт народного образования (ныне Чистопольский педагогический колледж). В бывшем здании семинарии в 1924 году открылась Кулдигская государственная средняя школа (затем гимназия), в советское время здание продолжало функционировать как школа и профессионально-техническое училище, с 2008 г. в нём действует Кулдигская профессиональная школа технологии и туризма.
За все годы её работы семинарию окончили 1026 человек. В их числе были заметные деятели латвийской и эстонской культуры — государственный деятель Антс Пийп, писатели Вилис Плудонис и Судрабу Эджус, архитектор Эрнест Поле и др.